# Lions de Prudhoe
Les Lions de Prudhoe sont une paire de sculptures monumentales égyptiennes antiques en granit rouge datant de la XVIIIe dynastie, vers -1370. Ils sont conservés au British Museum de Londres.
Les lions étaient à l'origine gardiens du temple de Soleb en Nubie, qui a été construit par le roi Amenhotep III de la XVIIIe dynastie.

## Description
Sans surprise pour de telles statues magnifiques, les lions portent de nombreuses inscriptions qui enregistrent leur réutilisation par divers dirigeants. Les inscriptions originales concernent le pharaon Amenhotep III. Le renouvellement du temple par Toutânkhamon est également enregistré : « celui qui a rénové le monument de (ou pour) son père, le roi de la Haute et de la Basse-Égypte, seigneur des Deux Terres, Nebmarê, image de Rê, fils de Rê, Aménophis, souverain de Thèbes ». Une autre inscription indique qu'ils ont été retouchés par Aÿ, le successeur de Toutânkhamon. Au IIIe siècle avant notre ère, les lions ont été transférés à Gebel Barkal, une ville au sud du pays par Amanislo, un roi koushite de Méroé. Suivant la tradition, Amanislo a également fait graver ses noms sur les lions.
Au début du XIXe siècle, Lord Prudhoe emporta les lions de Gebel Barkal, et les remit au British Museum en 1835.
Les lions mesurent environ 1,20 m de haut et 2,20 m de long. Ils ont une pose naturaliste et détendue, couchés sur le côté, la tête tournée vers le côté et les pattes antérieures croisées, plutôt que la posture traditionnelle plus rigide du sphinx ou du lion, la tête tournée vers l'avant et les pattes étendues vers l'avant.